# Hemieuxoa gandakiensis
Hemieuxoa gandakiensis là một loài bướm đêm trong họ Noctuidae.